# Jeni Le Gon
Pour les articles homonymes, voir Legon (homonymie).

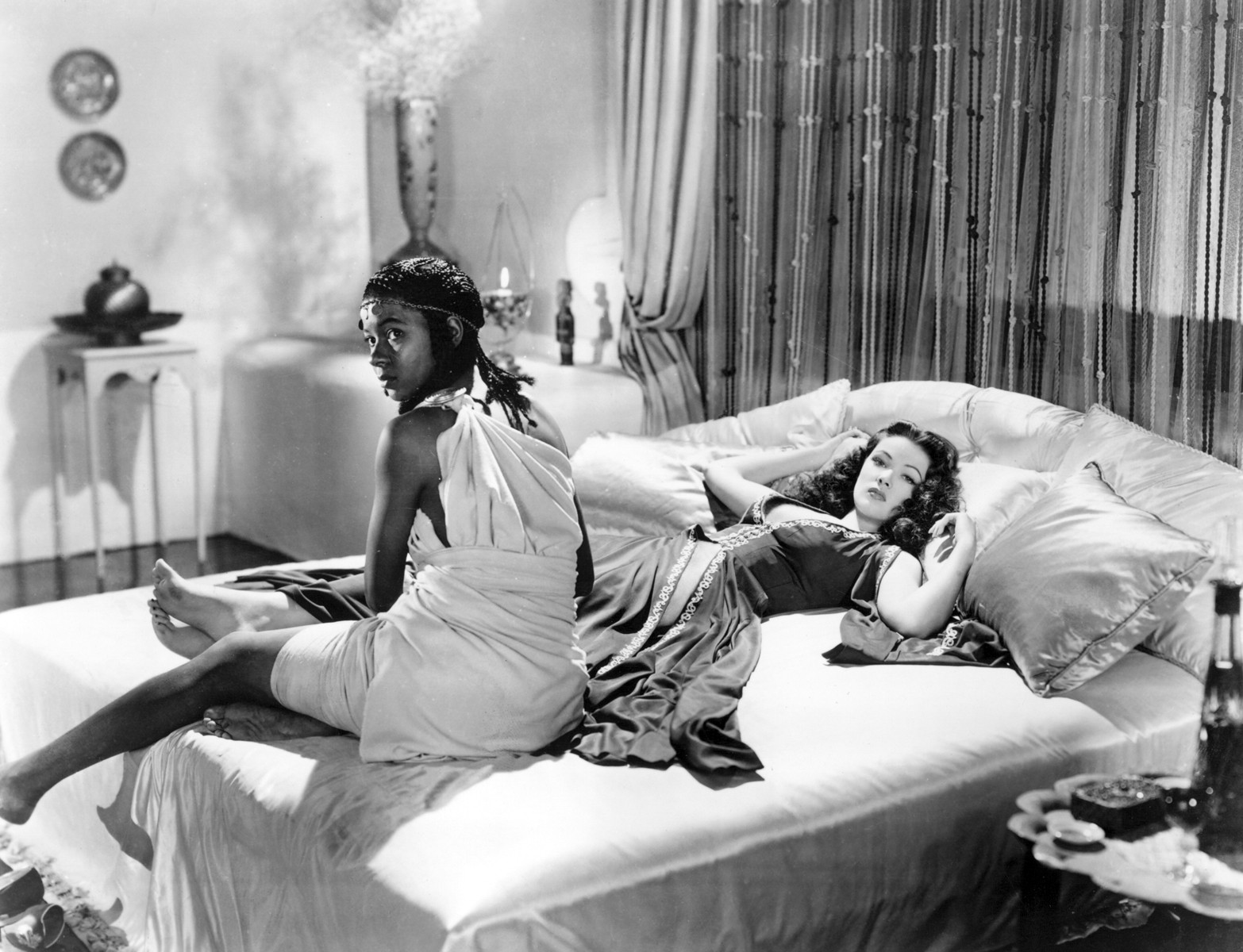
Avec Gene Tierney, dans Crépuscule (1941)

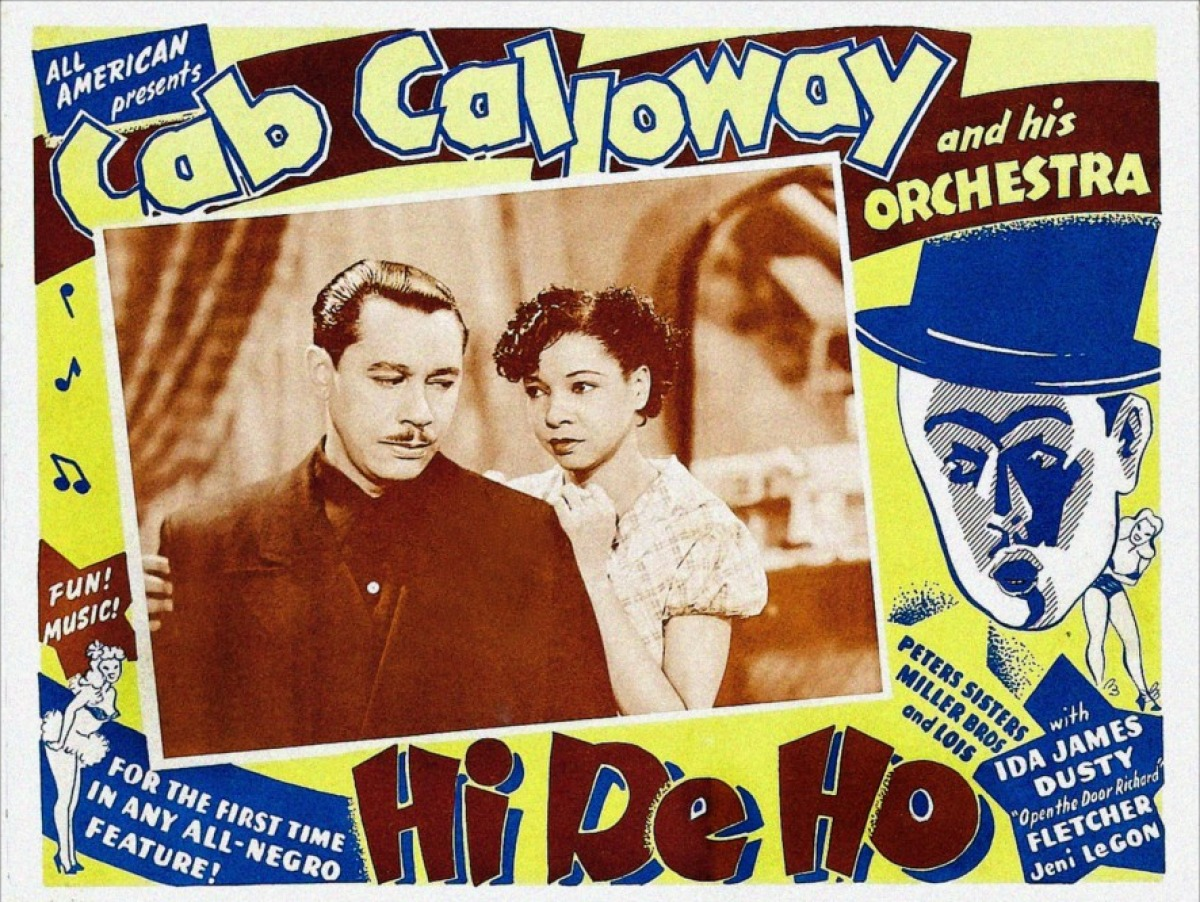
Avec Cab Calloway, dans Hi-De-Ho (1947, poster promotionnel)

Jennie May Ligon, née le 14 août 1916 à Chicago (Illinois) et morte le 7 décembre 2012 à Vancouver (Colombie-Britannique), est une actrice, danseuse et professeur de danse américaine, connue sous le nom de scène de Jeni Le Gon (parfois orthographié Jeni LeGon).

## Biographie
Formée à la danse et spécialiste des claquettes, Jeni Le Gon se produit notamment au théâtre à Broadway (New York) dans deux comédies musicales, la première représentée en 1936, la seconde en 1943-1944.
Au cinéma, elle contribue dans un premier temps à vingt-trois films américains sortis entre 1935 et 1953, dont Nuits d'Arabie de David Butler (1937, avec Eddie Cantor et Tony Martin), Crépuscule d'Henry Hathaway (1941, avec Gene Tierney et Bruce Cabot) et J'ai tué Jesse James de Samuel Fuller (1949, avec Preston Foster et Barbara Britton).
Retirée ensuite du grand écran, elle y revient toutefois sur le tard avec deux ultimes films américains, d'abord en 1987. Le dernier est Bones d'Ernest R. Dickerson (avec Snoop Dogg et Pam Grier), sorti en 2001.
Pour la télévision américaine, elle contribue à deux séries, The Amos n' Andy Show (six épisodes, 1951-1953) puis Masters of Science Fiction (un épisode, 2007).
Enseignant par ailleurs la danse, Jeni le Gon s'installe en 1969 à Vancouver, où elle ouvre une école de danse. Elle y meurt à 96 ans en 2012.

## Théâtre à Broadway (intégrale)
(comédies musicales)
- 1936 : Black Rhythm, musique, lyrics et livret de Donald Heywood : Jenny
- 1943-1944 : Early to Bed, musique de Fats Waller, lyrics et livret de George Marion Jr., chorégraphie de Robert Alton : Lily Ann

## Filmographie partielle

### Cinéma
- 1935 : Hooray for Love de Walter Lang : la ballerine
- 1937 : Nuits d'Arabie (Ali Baba Goes to Town) de David Butler : une danseuse
- 1938 : La Peur du scandale (Fools for Scandal) de Mervyn LeRoy et Bobby Connolly : une danseuse
- 1941 : Crépuscule (Sundown) d'Henry Hathaway : Miriami
- 1941 : Sous le ciel de Polynésie (Bahama Passage) d'Edward H. Griffith : la servante de Mary
- 1942 : Les Mille et Une Nuits (Arabian Nights) de John Rawlins : l'habilleuse
- 1943 : Symphonie magique (Stormy Weaver) d'Andrew L. Stone : une danseuse
- 1943 : Vaudou (I Walked with a Zombie) de Jacques Tourneur : une danseuse
- 1947 : Hi De Ho de Josh Binney : Minnie
- 1948 : Parade de printemps (Easter Parade) de Charles Walters : Essie, la servante de Nadine
- 1949 : J'ai tué Jesse James (I Shot Jesse James) de Samuel Fuller : Veronica
- 1953 : Bright Road de Gerald Mayer : Martha Swife
- 2001 : Bones d'Ernest R. Dickerson : la grand-mère à la fenêtre

### Télévision
(séries)
- 1951-1953 : The Amos n' Andy Show
  - Saison 1, épisode 2 Kingfish's Secretary (1951 - Daphne Jackson) de Charles Barton, épisode 10 Call Lehigh 4-9900 (1951 - Carlotta Drake) de Charles Barton et épisode 19 The Happy Stevenses (1951 - Rosemary De Winters) de Charles Barton
  - Saison 2, épisode 16 Andy Gets Married (1953 - Mary Thompson) de Charles Barton et épisode 19 Andy Falls in Love with an Actress (1953 - Cynthia) de Charles Barton
  - Saison 3, épisode 4 The Lodge Brothers Complain (1953) de Charles Barton : Mabel Johnson
- 2007 : Masters of Science Fiction
  - Saison unique, épisode 5 Esprit libre (Little Brother) de Darnell Martin : la dixième jurée

## Littérature
Elle est une des figures de la danse, pour deux personnages de Swing Time (roman) (2016) de Zadie Smith.